# Matthias Kremer

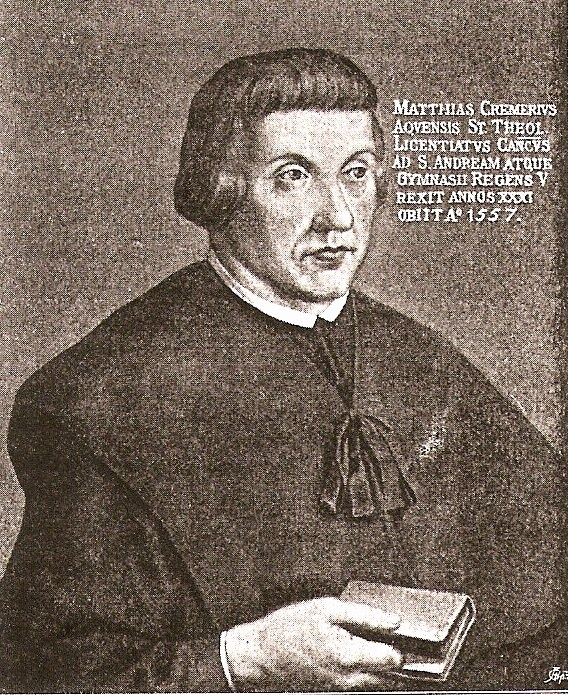
Matthias Aquensis

Matthias Kremer, auch: Matthias Kremer, genannt Peltzer, Matthias Cremerius, Matthias von Aachen, Matthias Aquensis (* 1465 in Aachen; † 12. November 1557 in Köln), war ein deutscher katholischer Theologe, Professor der mittelalterlichen Universität Köln sowie bedeutender Gegenreformator im Erzbistum Köln.

## Leben
Der Sohn des Wollhändlers Jakob Kremer (* 1435) und der Margaretha (Greitgen) Peltzer nannte sich zunächst wie seine Brüder „Kremer, genannt Peltzer“. Seit seiner Immatrikulation im Jahre 1482 zum Studium der Philosophie und Theologie an der Universität Köln war er vor allem als „Matthäus Aquensis“ (Matthäus von Aachen) bekannt. Er war der Onkel des später zum Protestantismus gewechselten Aachener Bürgermeisters Matthias Peltzer.
Nach Abschluss seines Studiums wurde Kremer als Lektor der Philosophie an der Montanerburse im damaligen Kölner Ortsteil Niederich übernommen. Dieses war neben der Laurentianer- und der Cornelianerburse die älteste der drei Kölner Bursen, welche im Jahr 1420 von Heinrich von Gorinchem gegründet worden war und eine thomistische Ausrichtung verfolgte. Allesamt waren sie Teil der alten Universität Köln. Hier wurde Kremer besonders durch Valentin Engelhard von Geldersheim gefördert, der ihn später auch per Testament zum Nachfolger als Regens der Montanerburse bestimmte. Zunächst wurde er aber im Jahr 1510 sowie erneut im Jahr 1516 zum Dekan der philosophischen Fakultät der Universität Köln gewählt. Noch im Jahr 1516 erhielt er auch die Promotion eines Doktors der Theologie sowie die Ernennung zum Kanoniker an St. Andreas in Köln. Schließlich erfolgte nach dem Tod von Engelhard am 28. Juni 1533 seine Ernennung zum Regens. Kremer selbst verfügte ebenfalls per Testament, dass der amtierende Regens der Montanerburse, Gerhard Mathisius von Geldern, seine Nachfolge antreten solle.
Obwohl selbst der Reformation zugewandt, rühmte ihn der Schweizer Reformator und Geschichtsschreiber Heinrich Bullinger, der von 1520 bis 1522 in Köln studiert hatte, als den tüchtigsten Lehrer der Burse und schätzte Kremer auf Grund seiner philosophischen Kenntnisse.

## Der Gegenreformator
Kremers Zeit in Köln war geprägt sowohl vom Einfluss des Humanismus auf die Universität zu Köln als auch von der aufkommenden Reformationsbewegung. Als konservativer und überzeugter Scholastiker schloss er sich nicht den humanistisch-reformerischen Bestrebungen an, die durch Peter Rinck, Petrus von Ravenna, Johannes Caesarius und Anderen an der Universität vorangetrieben wurden. Stattdessen beteiligte er sich mit den Gelehrten der theologischen Fakultät an der Umsetzung einer Zensur des Humanismus, wodurch es in der Folge zu einem stetigen Rückgang der Studentenzahl kam. Dennoch verschloss er sich nicht vollends den notwendigen Reformen an der Universität und gehörte ab 1525 der zweiten Kommission nach 1523 an, die abgestufte und angepasste Reformmaßnahmen planen und umsetzen sollte.
Kremers eigentliche Leidenschaft war aber der Kampf gegen die aufstrebende Reformationsbewegung. Dabei legte er sich vor allem mit dem Theologen und Verfechter der Reformation Martin Bucer an, der in den Jahren 1542/1543 ein Jahr lang in Bonn lebte, um im Auftrag des Erzbischofs von Köln, Hermann V. von Wied, die Reformation im Erzbistum Köln vorzubereiten und in diesem Zusammenhang 1543 zwei eindringliche Reformationsschriften („Einfaltigs Bedencken“) verfasste. Kremer, der sich im gleichen Jahr den Jesuiten angeschlossen hatte und enge Beziehung zum Jesuitenpater Petrus Canisius pflegte, der seinerseits ebenfalls die Gegenreformation vorantrieb, konterte mit fünf überlieferten öffentlichen Schriften auf die Thesen Bucers. Dieser Einsatz seitens Kremer als Rektor der Universität Köln führte in Zusammenhang mit den anderen gegenreformatorischen Aktivitäten des Domkapitels und der Jesuiten zur Suspendierung und Exkommunizierung von Erzbischof Hermann durch Papst Paul III. und schließlich nach Eingreifen von kaiserlichen Kommissaren noch zu dessen endgültigem Rücktritt.
Bis zuletzt für seine Überzeugung kämpfend, verstarb Kremer im hohen Alter von 92 Jahren am 12. November 1557 und wurde auf dem nahen Friedhof in der Stolkgasse begraben. Per Testament vermachte er noch je zwei Stiftungen für Köln und für seine alte Heimatstadt Aachen. Bei den Stiftungen in Köln sollten zum einen die Doktoren und Baccalaureen mit je drei Schillinge für die Teilnahme an der jährlich am 27. Januar abzuhaltenden Messe der theologischen Fakultät belohnt werden und der Konvent mit zwei Goldgulden für die Durchführung dieser Messe. Zum anderen vermachte er dem Jesuiten-Kolleg in Köln 1000 Goldgulden für den Aufbau des Jesuitenordens. Mit seinen beiden Stiftungen für Aachen bedachte Kremer zum einen die Stadt Aachen selbst und zum anderen das damalige Kloster Marienthal mit der Auflage, bedürftige Mitglieder seiner Familie zu unterstützen oder ihnen, sofern sie dem Konvent beitreten sollten, eine Rente aus diesem Fonds zu zahlen. Als Testamentvollstrecker und Stiftungsverwalter setzte er hierfür den vormaligen Bürgermeister Caspar von Schwartzenberg ein. Dazu kam es aber, so weit bekannt ist, nicht, da die Familie Peltzer, wie sie hier offiziell hieß, sich mehrheitlich der Reformation angeschlossen hatte und deshalb auch Ende des 16. Jahrhunderts während der Zeit der Aachener Religionsunruhen mit der Reichsacht belangt wurde, woraufhin sie mehrheitlich in die nahe gelegenen Spanische Niederlande bzw. nach Stolberg auswanderte.
Ein in den 1850er Jahren übermaltes Porträt von Matthias Aquensis befindet sich heute im Sitzungssaal der Verwaltung der Kölner Studienstiftung.
Der Schweizer Universalgelehrte Heinrich Loriti (Glarean) widmete von Basel aus unter dem Titel „Duo elegiarum libri ad Uldericum Zinlium Doggium, Basileae MDXVI“ eine dieser beiden Elegien dem Matthias Aquensis: „ad Matthiam Aquanum philosophum et theologum Agrippinensem“.

## Schriften (Auswahl)
- Catholicae ac orthodoxae religionis adversus Lutheranam haeresim, Köln 1542
- Christlich berichtt, waruff zu gruntfestigenn der stanthaftlich will bleiben in dem uffrechtigen Christen glauben: mit widerlägung der principal. articulen den verfürigen lehr M. Buceri im buch zu Bon außgegangen, Köln 1543
- Christlich Bericht, worauf sich diejenigen grundfestigen sollen, die standhaft wollen bleiben im christlichen Glauben, wider die Lehre Martini Buceri …, Köln 1543
- Christiana Ac Pia De Catholicae Fidei Regula Assertio: cum dilucida perniciosorum praecipuè huius calamitosissimi s[a]eculi dogmatum confutatione, Köln 1556
- Catholicae Doctrinae Assertio, Köln 1560 (posthum)